# Европейский маршрут E35
Европейский маршрут Е35 — европейский автомобильный маршрут категории А, соединяющий города Амстердам (Нидерланды) на севере и Рим (Италия) на юге. Длина маршрута — 1817 км.

## Города, через которые проходит маршрут
Маршрут Е35 проходит через 4 европейские страны:
- Нидерланды: Амстердам — Утрехт — Арнем —
- Германия: Эммерих-на-Рейне — Оберхаузен — Кёльн — Бонн — Франкфурт-на-Майне — Дармштадт — Бенсхайм — Хайдельберг — Карлсруэ — Баден-Баден — Фрайбург —
- Швейцария: Базель — Люцерн — Альтдорф — Беллинцона — Лугано — Кьяссо —
- Италия: Комо — Милан — Пьяченца — Парма — Модена — Болонья — Флоренция — Ареццо — Орвието — Рим

В Швейцарии маршрут проходит через Сен-Готардский автомобильный тоннель длиной 16,9 км.
Е35 связан с маршрутами
| - E30 - E311 - E29 - E31 - E34 - E37 |  | - E40 - E42 - E451 - E52 - E531 - E25 |  | - E41 - E43 - E54 - E60 - E62 - E64 |  | - E33 - E45 - E76 - E78 - E80 - E821 |

## Фотографии

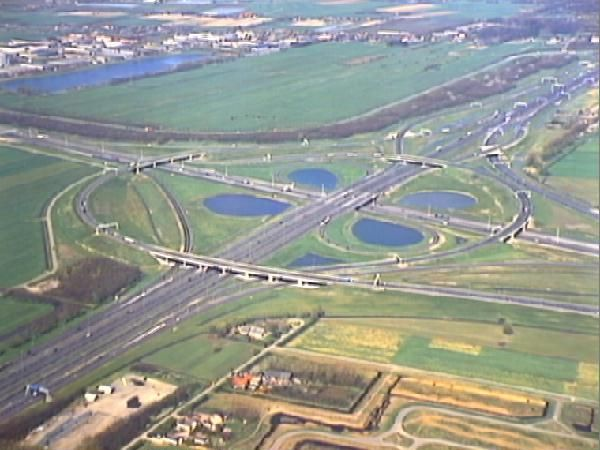
Дорожная развязка около Утрехта, Нидерланды
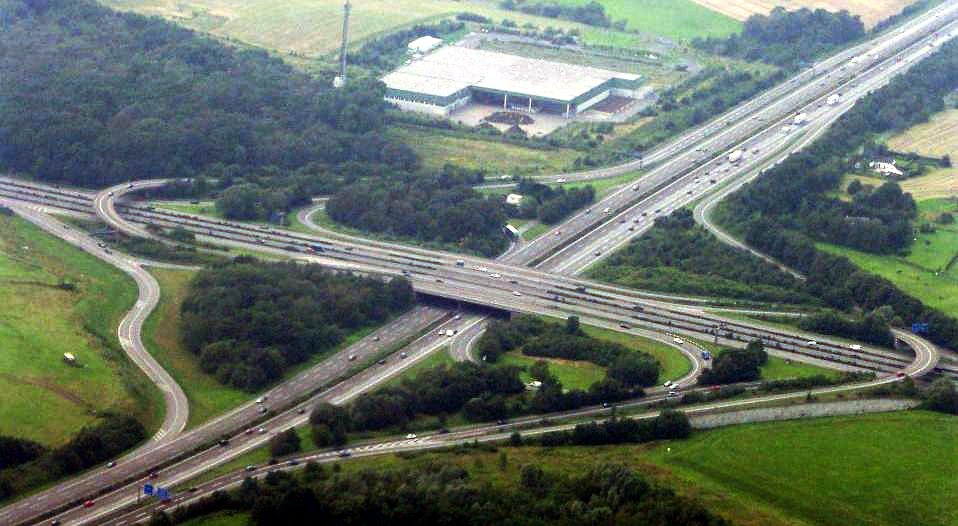
Дорожная развязка около Ратингена, Германия
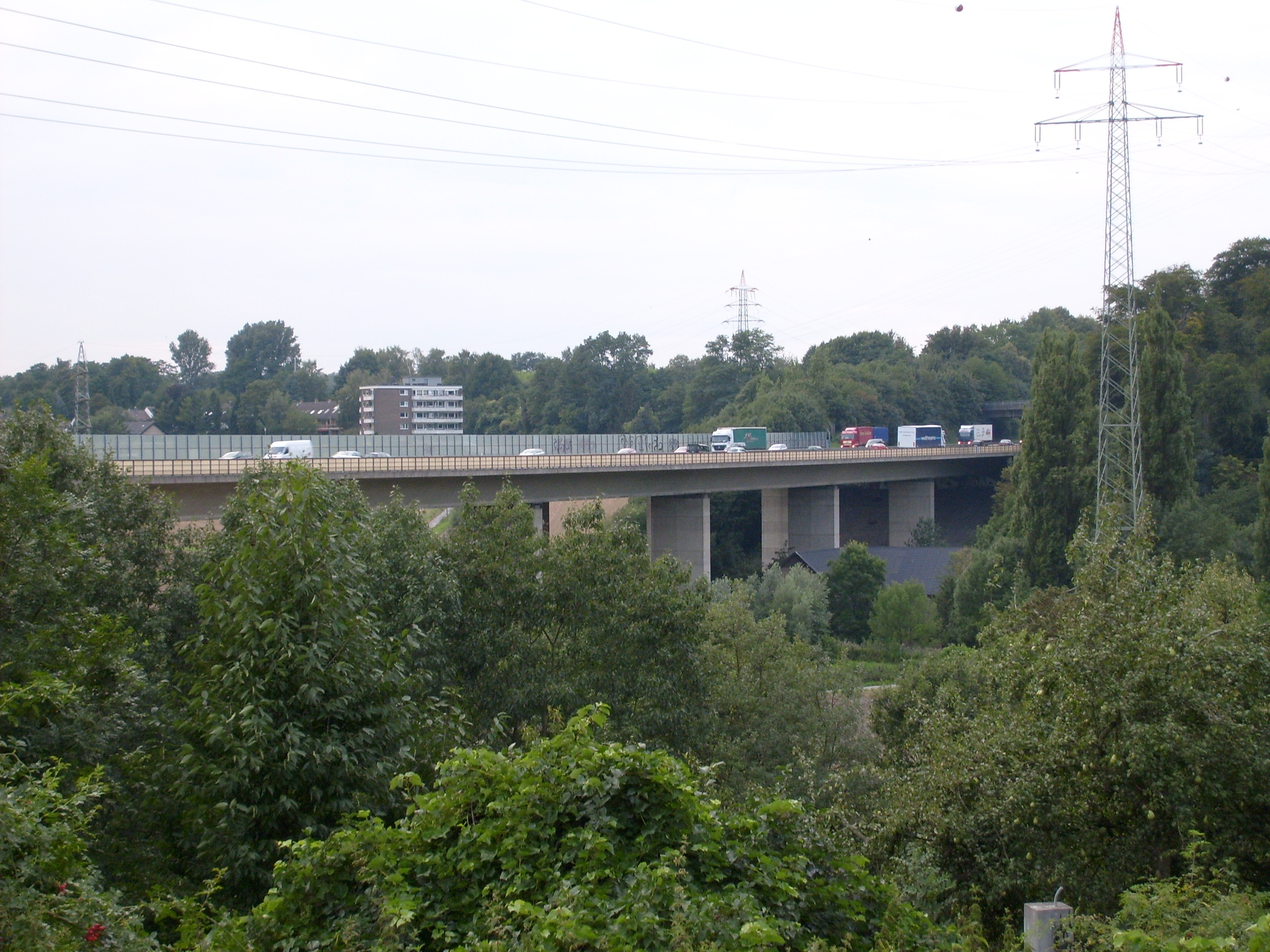
Е35 в долине Неандерталь около Эркрата, Германия
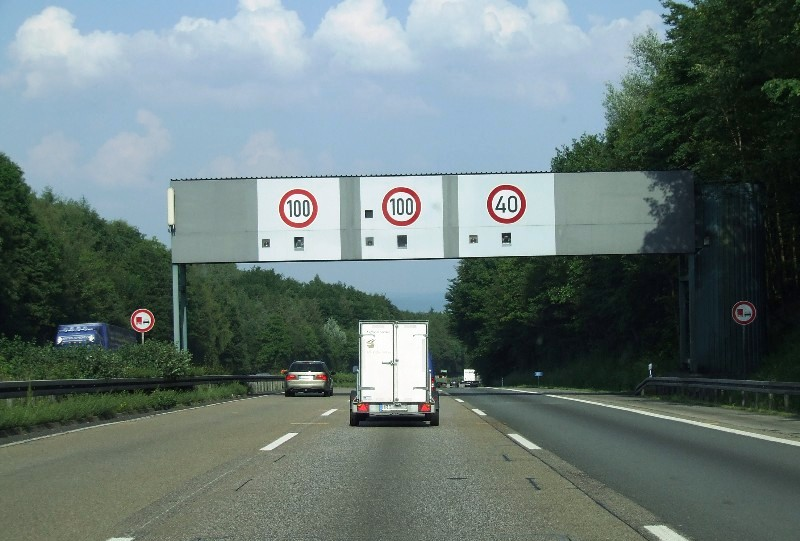
Мост в Германии
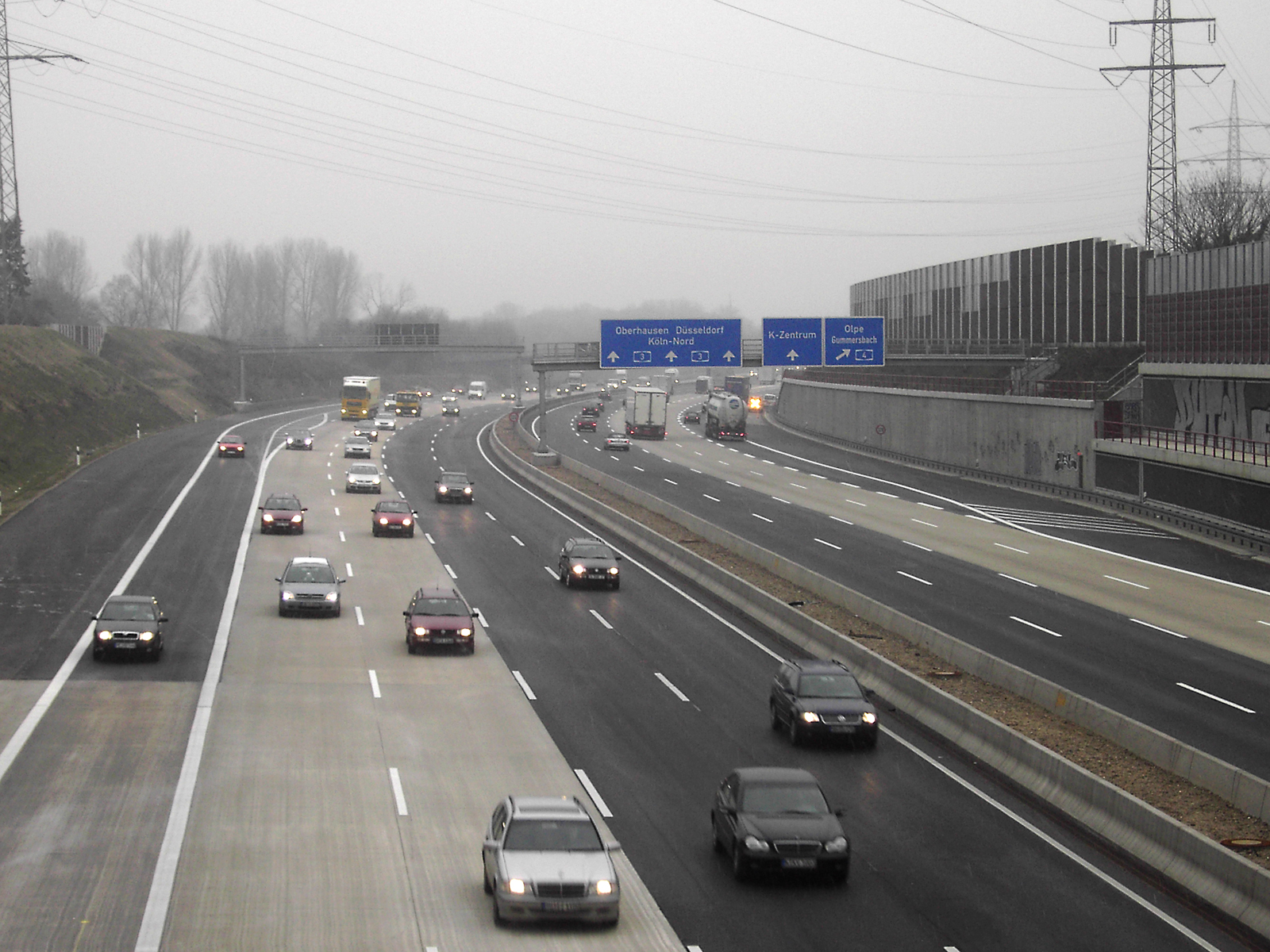
Е35 в Кёльне
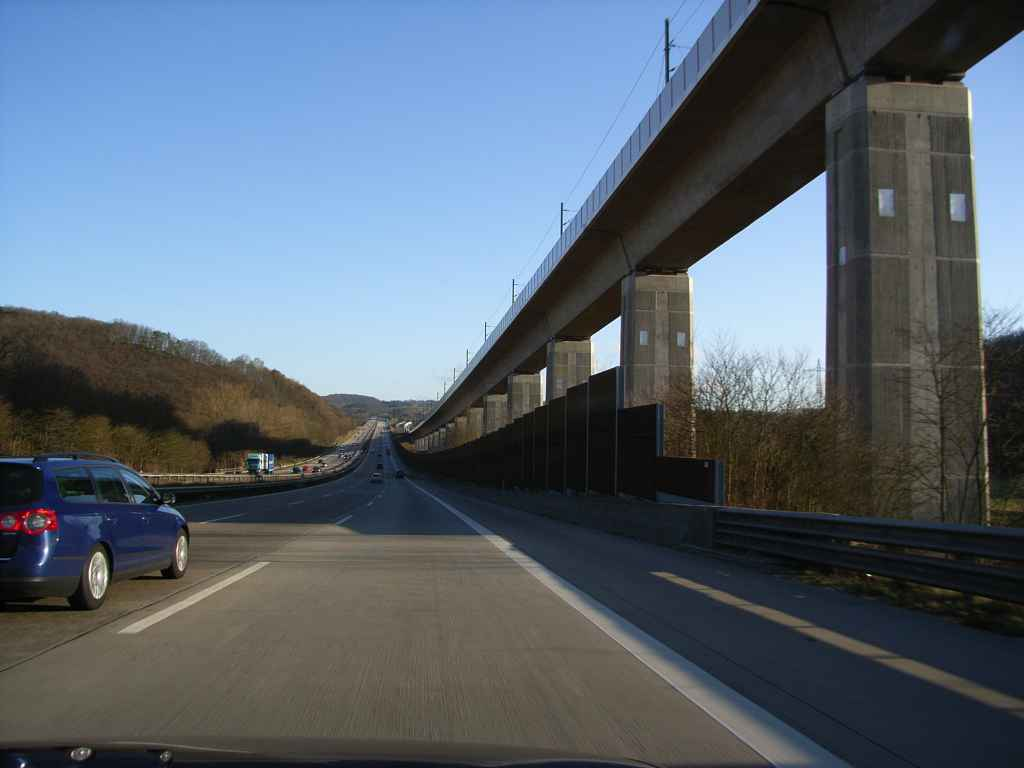
Е35 параллельно эстакаде Hallerbachtalbrücke в Германии
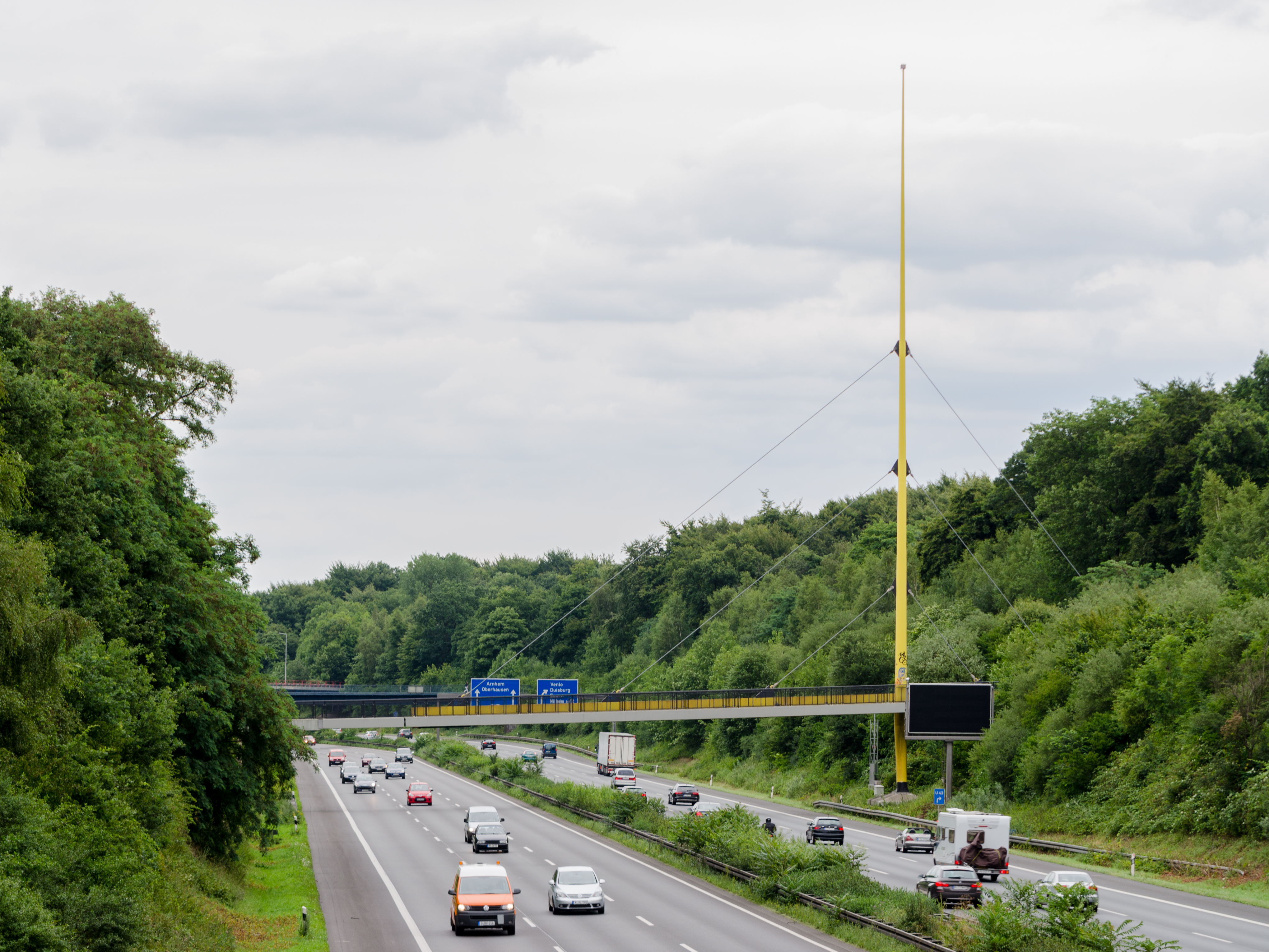
Экспо-мост в Дуйсбурге, Германия
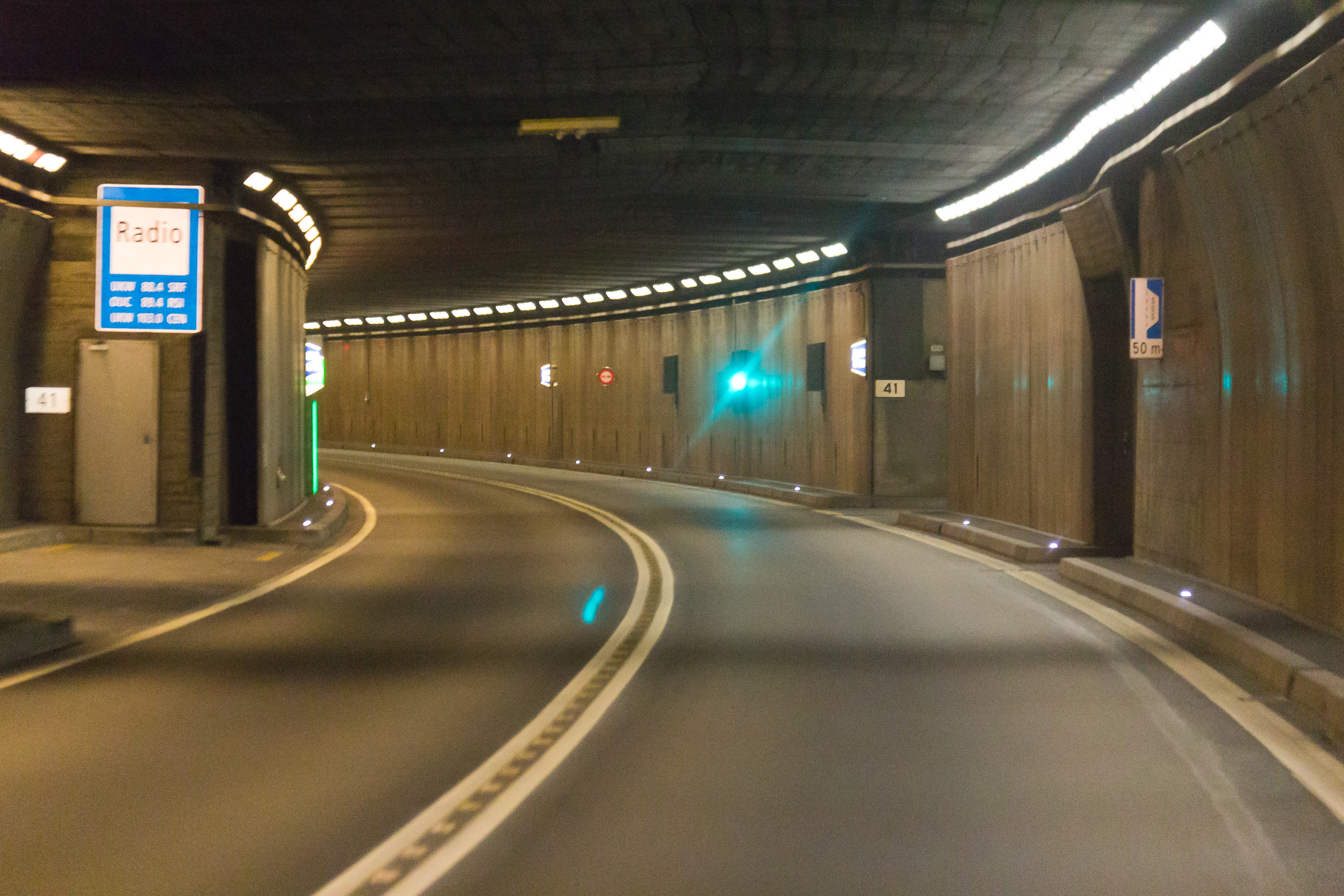
Сен-Готардский автомобильный тоннель
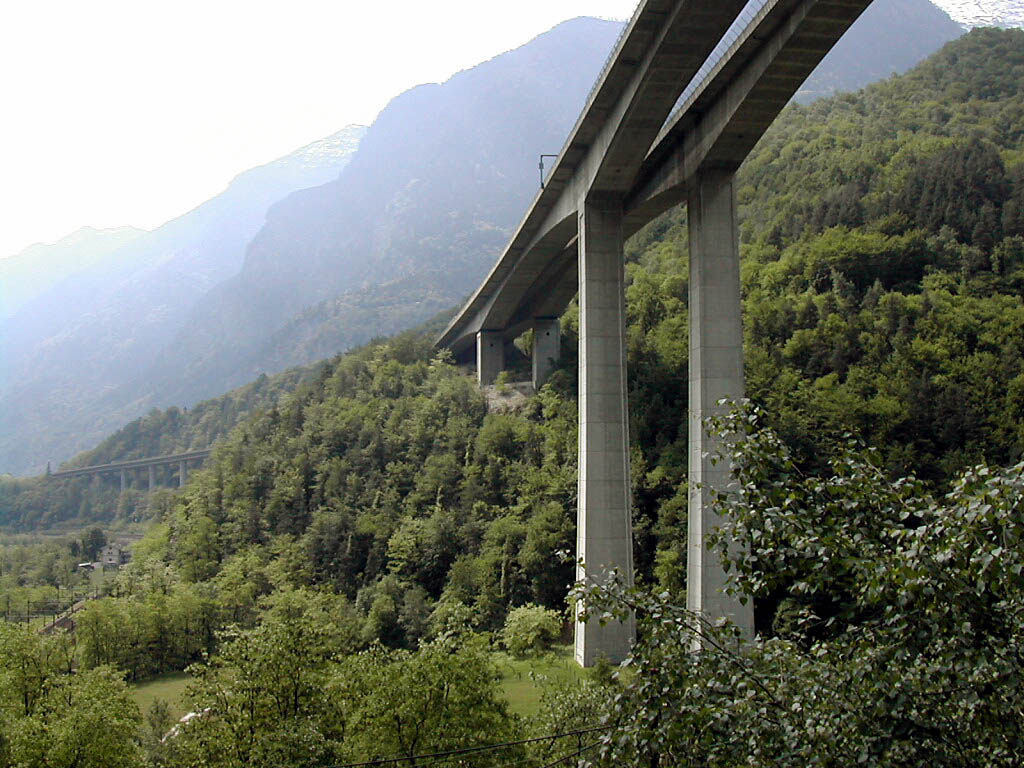
Виадук Biaschina в Швейцарии